# Slowakisches Alphabet
Das slowakische Alphabet (slowakisch slovenská abeceda) ist eine Variante des lateinischen Alphabets, das zum Schreiben des Slowakischen benutzt wird. Insgesamt sind 43 Buchstaben enthalten, wobei neben den 26 Grundbuchstaben 17 auf Buchstaben mit Diakritika (Akut (slowakisch dĺžeň), Hatschek (slowakisch mäkčeň), Umlaut (slowakisch dve bodky oder prehláska) und Zirkumflex (slowakisch vokáň)) entfallen. Zusätzlich gibt es drei Digraphen (dz, dž und ch), welche bei der alphabetischen Sortierung eine eigene Position haben.

## Das Alphabet
Die Groß- und Kleinbuchstaben sowie Reihenfolge werden in folgender Tabelle angegeben.
| Großbuchstaben  | A | Á | Ä | B | C | Č | D | Ď | Dz | Dž | E | É | F | G | H | Ch | I | Í | J | K | L | Ĺ | Ľ | M | N | Ň | O | Ó | Ô | P | Q | R | Ŕ | S | Š | T | Ť | U | Ú | V | W | X | Y | Ý | Z | Ž |
| Kleinbuchstaben | a | á | ä | b | c | č | d | ď | dz | dž | e | é | f | g | h | ch | i | í | j | k | l | ĺ | ľ | m | n | ň | o | ó | ô | p | q | r | ŕ | s | š | t | ť | u | ú | v | w | x | y | ý | z | ž |

Die Umlaute Ö und Ü sind zwar nicht Teil des slowakischen Alphabets, kommen aber z. B. in Eigennamen vor. Die Konsonanten Q, W und X sind nur in Fremdwörtern enthalten, stattdessen werden die entsprechenden Lautfolgen in der Regel phonetisch geschrieben (kv, tv bzw. ks).

## Namen und Aussprache der Buchstaben
Die Namen der Buchstaben wurden vom Normierungstext Pravidlá slovenského pravopisu (2000) übernommen (etwa mit dem deutschen Rechtschreibwörterbuch vergleichbar), wo vorhanden gefolgt von einer Alternative. Zu jedem Laut ist zudem der Lautwert nach dem IPA angegeben.

### Vokale
| Buchstabe | Name         | alt.                              | IPA        |
| --------- | ------------ | --------------------------------- | ---------- |
| A a       | a            | á                                 | /a/        |
| Á á       | á            | dlhé á                            | /aː/       |
| Ä ä       | široké e     | a s dvoma bodkami, prehlasované a | /æ/, /ɛ/   |
| E e       | e            | é                                 | /e/, /ɛ/   |
| É é       | é            | dlhé é                            | /eː/, /ɛː/ |
| I i       | i            | í; mäkké í                        | /i/        |
| Í í       | í            | dlhé í                            | /iː/       |
| O o       | o            | ó                                 | /o/, /ɔ/   |
| Ó ó       | ó            | dlhé ó                            | /oː/, /ɔː/ |
| Ô ô       | uo           | o s vokáňom                       | /uo/       |
| U u       | u            | ú                                 | /u/        |
| Ú ú       | ú            | dlhé ú                            | /uː/       |
| Y y       | ypsilon      | tvrdé y                           | /i/        |
| Ý ý       | dlhý ypsilon | –                                 | /iː/       |

Anders als im Deutschen können die Konsonanten L und R im Slowakischen silbenbildend sein (d. h. wie Vokale fungieren), Ĺ und Ŕ sind es immer.

### Konsonanten
| Buchstabe | Name    | alt.     | IPA  | Buchstabe | Name       | alt.     | IPA  |
| --------- | ------- | -------- | ---- | --------- | ---------- | -------- | ---- |
| B b       | bé      | –        | /b/  | M m       | em         | –        | /m/  |
| C c       | cé      | –        | /t͡s/ | N n       | en         | –        | /n/  |
| Č č       | čé      | –        | /t͡ʃ/ | Ň ň       | eň         | mäkké en | /ɲ/  |
| D d       | dé      | –        | /d/  | P p       | pé         | –        | /p/  |
| Ď ď       | ďe      | mäkké dé | /ɟ/  | Q q       | kvé        | –        | /kv/ |
| Dz dz     | dzé     | –        | /d͡z/ | R r       | er         | –        | /r/  |
| Dž dž     | džé     | −        | /d͡ʒ/ | Ŕ ŕ       | dlhé er    | –        | /r̩ː/ |
| F f       | ef      | –        | /f/  | S s       | es         | –        | /s/  |
| G g       | gé      | –        | /ɡ/  | Š š       | eš         | –        | /ʃ/  |
| H h       | há      | –        | /ɦ/  | T t       | té         | –        | /t/  |
| Ch ch     | chá     | –        | /x/  | Ť ť       | ťe         | mäkké té | /c/  |
| J j       | jé      | –        | /j/  | V v       | vé         | –        | /v/  |
| K k       | ká      | –        | /k/  | W w       | dvojité vé | –        | /tv/ |
| L l       | el      | –        | /l/  | X x       | iks        | –        | /ks/ |
| Ĺ ĺ       | dlhé el | –        | /l̩ː/ | Z z       | zé         | zet      | /z/  |
| Ľ ľ       | eľ      | mäkké el | /ʎ/  | Ž ž       | žé         | žet      | /ʒ/  |

## Diphthonge
Neben dem Vokal ô zählen ia, ie, iu zu den Diphthongen.